# 75 Рака
75 Рака (лат. 75 Cancri) — спектрально-подвійна зоря в сузір'ї Рака. Головний компонент, 75 Рака А, — жовтий субгігант класу G.

## Характеристики
Основним компонентом системи є жовтий субгігант спектрального типу G5IV-V, його ефективна температура 5741 ± 40 К. Він обертається зі швидкістю до 6 км/с. Точної оцінки його маси немає, але передбачається, що вона становить від 0,9 до 1,2 сонячних. Про другий компонент відомо мало. Його приблизна маса, ймовірно, на 29 % менше, ніж маса Сонця. Орбітальний період цієї подвійної системи складає 19,412 доби, а орбіта помірно ексцентрична (ε = 0,20).
З погляду хімічного складу 75 Рака має високу металічність — відносно велику кількість елементів, важчих за гелій, та, імовірно, схожу на сонячну, з індексом значення для його металічності [Fe / H] між 0,08 і −0,09. Оцінка рівня різних елементів, як-от кальцій, ванадій, хром і нікель, має ту ж значення, що і залізо. Приблизний вік цієї системи — між 5,9 і 6,723 мільярда років.